# Volkssturmgewehr 1-5
Густлофф Фольксштурмгевер (нем. Gustloff Volkssturmgewehr) — самозарядный карабин, выпускавшийся в нацистской Германии для вооружения Фольксштурма незадолго до её поражения.

## История
Летом 1944 года главный конструктор компании Gustloff Werke доктор Барницке сконструировал автомат, внутри компании получивший обозначение MP507. Автомат работал по принципу полусвободного затвора. Автомат представили на испытания, проходившие в ноябре 1944 года. Хотя комиссия Управления вооружений отклонила MP507, сыграло роль наличие у Gustloff Werke влиятельного покровителя в лице гауляйтера Тюрингии Фрица Заукеля. Барницке доработал свой образец (отказался от режима непрерывного огня и изменил расположения мушки), а Заукель одобрил производство самозарядного варианта для нужд Фольксштурма в его округе (гау). Первая партия была выпущена в конце 1944 года, а серийное производство началось в январе 1945.

### Названия
Существует некоторая путаница с названиями карабина. В литературе встречается под обозначениями Versuchs-Gerät 1-5 (с нем. — «экспериментальное устройство»), Фольксштурмгевер ФГ 1-5 (нем. Volkssturmgewehr VG 1-5), Фольксштурмгевер ФГ-45 (нем. Volkssturmgewehr VG-45), с нем. — «винтовка Фольксштурма».
Правильным считается обозначение Gustloff Volkssturmgewehr, поскольку остальные не встречаются в источниках военного времени.

### Оценка
Испытания карабина, произведённые ГАУ после окончания Второй мировой войны, показали высокую надёжность работы карабина при стрельбе в различных условиях. При этом карабин показал неудовлетворительные результаты по кучности боя.
Американские источники по-разному оценивают надёжность карабина: от удовлетворительной (по результатам испытаний на Абердинском полигоне), до плохой. Утверждается, что малые зазоры между газовым поршнем и стволом забивались продуктами сгорания пороха, что при отсутствии тщательной чистки и смазки могло приводить к задержкам при стрельбе. Кучность боя оценена, как невысокая.

## Конструкция
Автоматика работала по принципу полусвободного затвора: торможение отката затвора обеспечивалось пороховыми газами, отводимыми из канала ствола в полость между стволом и кожухом ствола через 4 поперечных отверстия в стенках ствола. Карабин называют классическим примером оружия с полусвободным затвором.
Конструкция Густлофф Фольксштурмгевер обеспечивала максимальную скорость и дешевизну производства: по оценке Gustloff Werke, конструирование карабина заняло 3 недели, а на производство каждого затрачивалось 3 человеко-часа. Большинство элементов были выполнены из листовой стали методом штамповки; только затвор, ствол и ещё несколько деталей требовали станочной обработки. Затвор выполнен неотделяемым от кожуха, выбрасыватель с пружиной и ремень для переноски также не отделялись. Ствольная коробка состояла из двух штампованных из стали толщиной 1,5 мм деталей, образовывавших её левую и правую половины, сваренных между собой. В стволе выполнены 4 правосторонних нареза. В патроннике были нарезаны канавки для облегчения извлечения гильзы после выстрела. Ударно-спусковой механизм повторял конструкцию УСМ винтовки ZH-29, обеспечивал стрельбу только одиночными выстрелами и был неразборным. Питание боеприпасами осуществлялось из магазина StG 44. Для защиты от коррозии стальные части фосфатировались или красились, но встречались и образцы без покрытия. Приклад и цевьё изготавливались из дерева с минимальной обработкой. Прицельные приспособления состояли из нерегулируемых мушки и целика

## Галерея
- Бойцы Фольксштурма во Франкфурте-на-Одере, 12 января 1945. Крайний слева вооружён Фольксштурмгевером.
- Густлофф Фольксштурмгевер и MG 42 в оружейном музее Зуля
- Схема работы автоматики Густлофф Фольксштурмгевер

## Комментарии
1. ↑  С. Б. Монетчиков называет конструктора карабина Виктором Барницке[1]